# Сакон (Наруто)
Сакон е най-силния от звуковата четворка. Той не е обикновен и обича да се заиграва с врага си. Той споделя едно тяло с брат. Неговото кекегенкай е да се слива с чужди тела и бавно да убива чуждото тяло ако поиска. Той има брат Укон, който също може да използва тази сила. Също така, техния кекегенкай им позволява да показват различни части от тялото си, като например:този който е в тялото на другия, може да си покаже ръката или крака през стомаха на този, който е отвън. Ако те бъдат разделени един от друг насила, те ще се разпокъсат, но впоследствие ще им израстнат липсващите органи или телесни части. На второ ниво кожата им става кафява, очите им почерняват и им расте по един рог на главата. Ако един от тях влезе в друго тяло и другото тяло пострада, и те страдат.